# Nigeria Airways
A Nigeria Airways Ltd., mais conhecida como Nigeria Airways, foi uma empresa aérea nigeriana. Fundada em 1958, após a dissolução da West African Airways Corporation [en], tornou-se a empresa aérea nacional da Nigéria, de propriedade do Estado nigeriano. Sua sede ficava em Abuja.
Enfrentou dificuldades econômicas em meados da década de 1980 e o déficit acumulado pela empresa em 1987 era de 250 milhões de dólares.
Encerrou as atividades em 2003.